# Separator sieciowy
Separatory sieciowe - elementy instalowane w obrębie sieci Ethernet wykorzystującej miedziane przewody do transmisji danych w celu separacji galwanicznej układów połączonych siecią. Napięcia przemienne o wysokiej częstotliwości przenoszone są w miarę możliwości bez strat, w paśmie częstotliwości używanym do transmisji danych, na zasadzie indukcji elektromagnetycznej. Taki sposób transmisji powoduje, że separatory sieciowe nie wymagają zasilania. Obecnie separatory sieciowe umożliwiają prędkości transmisji do 1000 Mbit/s.

## Dziedziny zastosowania

### Technika medyczna
W technice medycznej separatory sieciowe służą do ochrony pacjentów przed działaniem prądów upływu. Połączenie sieciowe między aktywnym sprzętem medycznym oraz siecią Ethernet czy też sprzętem niemedycznym, takim jak komputer biurowy czy laptop, zalicza się przy tym zgodnie z normą Międzynarodowa Komisja Elektrotechniczna 60601-1 (wydanie 3) na temat aparatury i systemów elektromedycznych, do potencjalnych źródeł zagrożeń, które na skutek różnic napięcia między potencjałem ziemi podłączonych elementów sieci mogą spowodować niebezpieczny dla pacjenta prąd upływu. Takie różnice napięcia mogą powstawać również na skutek nieprawidłowego ułożenia, np. w przypadku nieprawidłowego podłączenia albo kontaktu metalicznego między ekranem albo przewodami transmisji danych w uszkodzonym kablu a częściami przewodzącymi na trasie kabla.
Separatory sieciowe można stosować jako wyposażenie dodatkowe albo część składową aparatury elektromedycznej. Same separatory sieciowe w systemach elektromedycznych podlegają wprawdzie wymogom 60601-1 oraz 60601-1-2, nie są jednak wyrobami medycznymi w rozumieniu dyrektywy o produktach medycznych 93/42/EWG, ponieważ nie spełniają jakichkolwiek zadań terapeutycznych ani diagnostycznych. Jako pojedyncze urządzenia nie podlegają zatem również obowiązkowi badań na bezpieczeństwo, chyba że wymaga tego w swojej dokumentacji producent separatora sieciowego albo systemu elektromedycznego, składającego się z separatora sieciowego i aktywnego urządzenia medycznego.
Separatory sieciowe należy umieszczać w miarę możliwości blisko urządzenia elektromedycznego. W medycynie stosuje się je często łącznie z transformatorami separacyjnymi, służącymi również do ochrony pacjentów, ale przed zbyt wysokimi prądami z sieci zasilającej w przypadku uszkodzenia izolacji.

### Inne dziedziny zastosowania
Separatory sieciowe stosuje się poza tym w wielu innych urządzeniach technicznych w celu uzyskania separacji galwanicznej między podłączonymi urządzeniami, np.:
- W urządzeniach kontrolno-pomiarowych w elektrycznych polach pomiarowych, połączonych z dyspozytornią za pomocą sieci Ethernet
- W redundantnych systemach serwerowych, połączonych na odległość do 100 m kablami miedzianymi
- W miedzianych połączeniach sieciowych prywatnych albo zakładowych, zagrożonych przez nieuniknione różnice potencjałów między budynkami lub ich częściami, dla których jednak połączenia światłowodowe wydają się zbyt kosztowne
- Generalnie jako filtry płaszczowe w połączeniach ethernetowych

## Wymagania techniczne
Z normy międzynarodowej IEC 60601-1 (wydanie 3) dotyczącej aparatury i systemów elektromedycznych, a także z jej odpowiedników krajowych, np. DIN EN 60601-1, OEVE/OENORM EN 60601-1 wynikają dla separatorów sieciowych wysokie wymagania konstrukcyjne technologii izolacji. Stawia się tu wyraźnie ostrzejsze wymagania, niż w normie IEC 60950, dotyczącej zastosowań niemedycznych (urządzenia informatyczne), ponieważ wychodzi się z założenia, że pacjent może być nieprzytomny, znajdować się pod wpływem narkotyków czy też być sparaliżowanym; dlatego też potrzebuje lepszej ochrony.
Od urządzeń czy systemów elektromedycznych norma IEC 60601-1 (wyd. 3) wymaga dwóch niezależnych zabezpieczeń, służących do ochrony pacjenta (ang. means of patient protection, MOPP). Zależnie od swojej konstrukcji, separator sieciowy może stanowić pojedyncze albo podwójne zabezpieczenie pacjenta. W przypadku pojedynczego MOPP należy wykonać drugie zabezpieczenie danego urządzenia, np. przez ułożony na stałe przewód ekwipotencjalizujący.
Zgodność z wymogami stosowanych norm i dyrektyw, w szczególności IEC 60601-1, potwierdzają producenci we własnych deklaracjach zgodności CE lub w certyfikatach z badań, wydanych przez niezależne jednostki badawcze. To, czy separator sieciowy ma jeden czy dwa MOPPy z reguły nie wynika jednak z certyfikatów i zależy od kombinacji realizowanych szczelin powietrznych oraz torów upływu, budowy izolacji oraz odporności na działanie napięcia. Na podstawie samej odporności na napięcia – wymagana wielkość to 1,5 KV (AC) dla jednego MOPP i 4 KV (AC) dla dwóch MOPP – nie można wypowiadać się na temat liczby realizowanych MOPP.
Nieekranowane połączenia kabli, nazywane czasami alternatywą do zastosowania separatorów sieciowych, nie stanowią w rozumieniu normy IEC 60601-1 wystarczającej ochrony, ponieważ również same przewody transmisji danych mogą przewodzić niebezpieczne napięcia.
Stosowane na kartach sieciowych oraz innych aktywnych komponentach sieciowych zgodnych z normą IEC 60950 galwaniczne elementy separujące nie spełniają wymagań, stawianych galwanicznym urządzeniom separującym w rozumieniu normy IEC 60601-1, ponieważ po pierwsze – ekranowanie jest połączone przelotowo, a po drugie – konstrukcja izolacji nie spełnia z reguły ostrych wymagań normy IEC 60601-1 i dlatego nie mogą zastępować separatorów sieciowych w zastosowaniach medycznych.
Jakość transmisji danych przez separator sieciowy można określić na podstawie parametrów, stosowanych zwykle w technice sieciowej dla okablowania (np. tłumienność wtrąceniowa, tłumienność niezrównoważenia, przesłuchy).
Przeznaczeniem separatora sieciowego jest przerwanie jakiegokolwiek bezpośredniego połączenia galwanicznego między podłączonymi urządzeniami. Dlatego też oprócz przewodów transmisji danych należy odseparować galwanicznie również ekran kabla.

## Rodzaje konstrukcji
Separatory sieciowe oferowane są w różnych postaciach – jako urządzenia zewnętrzne, w obudowie własnej, w wersjach do zabudowy dla producentów urządzeń, a także w postaci zintegrowanej z wyjściowym gniazdkiem naściennym sieci.